# Sramotilni steber na trgu Brolo
Sramotilni steber, ki je  nekoč stal na trgu Brolo v Kopru, je grajen iz istrskega apnenca, visok  približno 4,23m, s premerom na dnu 0,55m, na vrhu pa 0,5m. 
Gre za najstarejši ali vsaj  drugi najstarejši ohranjen sramotilni steber na slovenskem. V Koprskem  mestnem statutu iz leta 1423,  je bil  označen z besedo berlina oz. berlinam, omenjen v I., II. in IV. knjigi,  prvič pa je bil vrisan na načrtu Giacoma Fina iz leta 1619. Sramotilni steber je dal postaviti tedanji podesta' Francesco  Nani, konec 15. stoletja (v nekaterih virih omenjena letnica 1487).

Na stebru naj bi se nekoč  opazili obrisi beneškega leva ter dveh ščitov, eden od teh naj bi  predstavljal grb mesta. Danes je na stebru mogoče opaziti le blag obris ščita,  vendar ni jasno razbrati ali gre za grb ali kakšno drugo podobo. Trg Brolo je  imel v tedanjem času funkcijo preskrbovalnega koprskega trga, kar sklepamo iz  načrta Giacoma Fina iz leta 1619, saj na njem jasno vidimo, da na omenjen trg  vodijo ulice iz vseh mestnih četrti, predvsem iz tistih kjer so prebivali  t.i. paolani (mestni kmetje) in ribiči. Bil je torej idealna lokacija za  sramotilni steber, ki je vrisan na sredino trga, med cisterno in cerkvijo  Santo Dionigio. Steber je bil postavljen na stopničastem podstavku, ki je  imel štiri stopnice. 
Na tem mestu je potrebno  omeniti tudi kip Pravičnosti, ki je pomemben, saj je bil od začetka 17.  stoletja do odstranitve stebra in kipa, v začetku 19. stoletja, na vrhu  sramotilnega stebra. Gre za kip Pravičnosti oz. Iustitie. Kip ženske,  ki je imela v desni roki meč, v levi roki pa tehtnico (atributa sta danes  izgubljena), je bil prav tako izklesan iz istrskega belega apnenca, visok  167cm, skupaj s kapitelom 218cm. Je delo furlanskega kiparja Pietra Lombarda  s konca 15. stoletja oz. začetka 16. stoletja .  Izvorno naj bi kip krasil pročelje Pretorske palače, kar je razvidno iz  sledov sidranja na glavi in hrbtu kipa. Varovala naj bi odločitve beneškega  podestata – kapitanov in članov Velikega Sveta, kasneje pa na sramotilnem  stebru služila kot »opomnik« kaznjencem, da se nad njimi izvršuje pravica.
Po pričevanju virov, steber  nakazuje na to, da je bil Koper sedež kazenskega sodišča, saj so na stebru  izvajali tako telesne kazni, kot tudi smrtne obsodbe in zasmehovali storilce  lažjih kaznivih dejanj.
Iz Statuta mesta Koper  izhajajo štirje primeri, za katere je bilo predvideno izpostavljanje ob  sramotilnem stebru: v prvi knjigi je omenjeno bogokletje in preklinjanje  Marije ter svetnikov, za kar je bila zagrožena denarna kazen 5 liber. Če  znesek ni bil poravnan v osmih dneh, je moral kršitelj preživeti pol dneva ob  sramotilnem stebru. V drugi knjigi je omenjena kazen 50 liber, oziroma ena  nedelja ob sramotilnem stebru, v primeru odstranitve javne objave, ki jo je  postavil notar na oglasno desko v katedrali. 
Na trgu Brolo danes žal ni  več sledi sramotilnega stebra. Tako steber kot kip, sta bila s trga  odstranjena nekaj let po padcu Benetk, leta 1807 (nekateri pravijo, da sta  bila s trga odstranjena istega leta, tj. leta 1797).
Sramotilni steber, oziroma  večji del le-tega je hranjen v Lapidariju Pokrajinskega muzeja Koper. Prav  tako je v Pokrajinskem muzeju hranjen tudi kip Pravičnosti, vendar v pokritem  delu.